# ニューかつら
ニューかつらは、大阪高知特急フェリーが運航していたフェリー。

## 概要

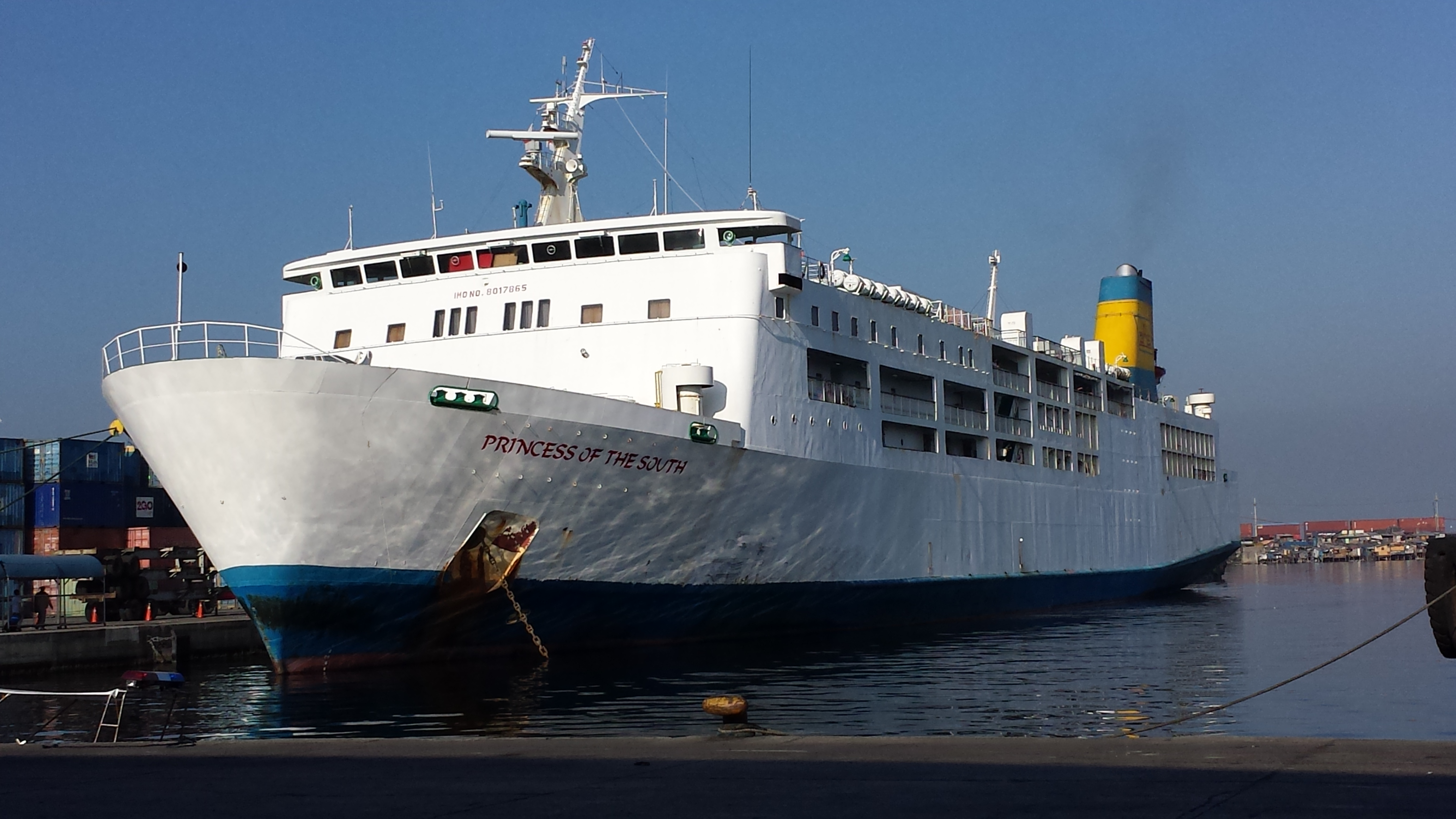
Sulpicio Lines時代

内海造船瀬戸田工場で建造され、1981年4月に就航した。大型フェリーとして初めて船尾双胴船型を採用したことで知られる。
共有建造制度を利用して建造された船舶整備公団（後に運輸施設整備事業団）との共有船である。
2005年1月、毎日運航から隔日運航へ減便されたことにより引退した。
2006年、海外売船され、フィリピンのen:Sulpicio LinesでPRINCESS OF THE SOUTHとして就航した。
2014年、インドにスクラップとして売却され、回航の後、解体された。

### 就航航路
大阪高知特急フェリー（1981年 - 2005年）
- 大阪南港 - 甲浦港 - 高知港 - あしずり港

当初はフェリーなにわ、1990年からニューとさ、2000年以降はフェリーこうちと、ランニングメイトは変遷したが、2隻で大阪 - 高知間を毎日1往復運航した。航路休止となった高知シーラインにかわって、2001年12月10日からあしずり港へ航路が延長されたが、2004年4月10日に休止となった。2004年8月28日からは甲浦港に隔日で寄航した。

## 設計
基本設計は日立造船が担当し、船社・内海造船との三者で検討が行われた。
車両甲板及びAデッキからDデッキまでの五層からなる中距離カーフェリーであり、車両甲板とAデッキ間に設置されたシーソー式の倉内ランプによってAデッキにも車両を収容する。Aデッキ前方にドライバーズルーム及び船員居住区、Bデッキにエントランス、スナック、二等船室、Cデッキに上等船室、Dデッキ(航海甲板)にゲームコーナーとオープンデッキを配している。また、車両甲板レベルでの乗降となる高知港の事情を考慮し、車両甲板からBデッキにかけてエスカレーターが設置された。夜行便であり、レストラン等の本格的な供食設備は設けられなかった。
スプリット船尾と称する船尾双胴船型は、推進効率の向上を目的に採用、公試運転時に19.7ノットの実測値で在来2軸船比約11%の馬力節減が確認され、以後他社にも波及した。

## 船内設備
新造時の仕様。定員・等級呼称等はその後変化している。

### 船室
- 特等室(洋室) - 2名×4室、1名×2室　(Cデッキ)
- 一等室(洋室) - 5名×16室、4名×6室 (Cデッキ)
- 一等室(和室) - 4名×4室 (Cデッキ)
- 特別二等室(洋室) - 8名×20室 (Cデッキ)
- 特別二等室(和室) - 8名×10室 (Cデッキ)
- 二等室 - 610名 (Bデッキ)
- ドライバー室(洋室) - 90名 (Aデッキ)

### 公室
- スナック (Bデッキ)
- 一等・特別二等喫煙室 (Cデッキ)
- カードルーム (Bデッキ)
- ゲームコーナー (Dデッキ)